# Richard Walsh
Richard "Richy" Walsh (Sydney, 1 de dezembro de 1988 é um lutador de MMA que atualmente compete na categoria Peso Meio Médio do Ultimate Fighting Championship. Walsh foi semifinalista do The Ultimate Fighter Nations: Canadá vs. Austrália.

## Background

### Formação
Walsh é formado pela Saint Ignatius College de Sydney em 2006. Ele se formou em construção pela Universidade de Nova Gales antes de ir estudar no exterior no Georgia Institute of Technology em Atlanta. Walsh também inscrito para fazer pós-graduação, mas preferiu seguir artes marciais.

### MMA amador
Walsh competiu intensivamente antes de se tornar um atleta profissional. Ele lutou tanto no Muay Thai e Boxe amador, onde ele tem o recorde de 10-0 e 6-0, respectivamente. Ele também foi campeão estadual em Brazilian Jiu-Jitsu.

### The Ultimate Fighter
Em dezembro de 2013, Walsh foi anunciado com um dos selecionados para competir na categoria Peso Meio Médio do The Ultimate Fighter Nations: Canadá vs. Austrália. O reality teve como treinadores Patrick Côté e Kyle Noke e estreou no início de 2014.
Na primeira fase de lutas, Walsh foi selecionado para enfrentar Matt DesRoches da Equipe do Canadá. Após dominar DesRoches do comelo ao fim, Walsh venceu por decisão unânime e conseguiu uma vaga nas semi-finais.
Nas semi-finais, Walsh enfrentou Olivier Aubin-Mercier. Walsh foi finalizado no primeiro round com um mata-leão.

### Ultimate Fighting Championship
Walsh enfrentou seu ex-companheiro de time, Chris Indich no UFC Fight Night: Bisping vs. Kennedy. The event took place on April 16, 2014 at the Colisée Pepsi in Quebec City, Quebec, Canada. Walsh controlou a luta durante os cinco rounds e venceu por decisão unânime dos juízes.
Walsh enfrentou Kiichi Kunimoto em 20 de Setembro de 2014 no UFC Fight Night: Hunt vs. Nelson e foi derrotado por decisão dividida.
Ele enfrentou Alan Jouban em 28 de Fevereiro de 2015 no UFC 184 e acabou sendo derrotado de forma rápida por nocaute técnico no primeiro round.
Walsh enfrentou Steven Kennedy em 14 de Novembro de 2015 no UFC 193. Ele o venceu por decisão unânime.

## Cartel no MMA
| Cartel no MMA   |            |            |
| 14 lutas        | 9 vitórias | 5 derrotas |
| Por nocaute     | 4          | 1          |
| Por finalização | 1          | 1          |
| Por decisão     | 4          | 3          |

| Res.    | Cartel | Oponente          | Método                               | Evento                                           | Data       | Round | Tempo | Local                   | Notas |
| ------- | ------ | ----------------- | ------------------------------------ | ------------------------------------------------ | ---------- | ----- | ----- | ----------------------- | ----- |
| Derrota | 9-5    | Jonathan Meunier  | Decisão (unânime)                    | UFC Fight Night: Whittaker vs. Brunson           | 27/11/2016 | 3     | 5:00  | Melbourne               |       |
| Derrota | 9-4    | Viscardi Andrade  | Decisão (unânime)                    | UFC Fight Night: Hunt vs. Mir                    | 19/03/2016 | 3     | 5:00  | Brisbane                |       |
| Vitória | 9-3    | Steven Kennedy    | Decisão (unânime)                    | UFC 193: Rousey vs. Holm                         | 14/11/2015 | 3     | 5:00  | Melbourne               |       |
| Derrota | 8-3    | Alan Jouban       | Nocaute Técnico (cotovelada e socos) | UFC 184: Rousey vs. Zingano                      | 28/02/2015 | 1     | 2:19  | Los Angeles, California |       |
| Derrota | 8–2    | Kiichi Kunimoto   | Decisão (dividida)                   | UFC Fight Night: Hunt vs. Nelson                 | 20/09/2014 | 3     | 5:00  | Saitama                 |       |
| Vitória | 8–1    | Chris Indich      | Decisão (unânime)                    | UFC Fight Night: Bisping vs. Kennedy             | 16/04/2014 | 3     | 5:00  | Quebec City, Quebec     |       |
| Vitória | 7–1    | Aaron Forsterling | Decisão (unânime)                    | Brace For War 18- Canberra                       | 21/12/2012 | 3     | 5:00  | Canberra                |       |
| Vitória | 6–1    | Amer Hussein      | Nocaute técnico (socos)              | Proud Warrior Productions 5- Magalhães vs. Brown | 14/09/2012 | 1     | 0:00  | Sydney                  |       |
| Vitória | 5–1    | Callan Potter     | Nocaute (joelhada)                   | Gladiators Cage Fighting - Series 2              | 31/08/2012 | 1     | 4:15  | Sydney                  |       |
| Vitória | 4–1    | Josh Russell      | Nocaute (socos)                      | War on the North Shore 15                        | 17/04/2012 | 1     | 1:10  | Sydney                  |       |
| Vitória | 3–1    | Adriano Magnani   | Nocaute técnico (socos)              | Pro Cagefighting 1- Gladiators                   | 12/06/2011 | 1     | 4:30  | Sydney                  |       |
| Derrota | 2–1    | Robert Whittaker  | Finalização (mata-leão)              | Cage Fighting Championships 11                   | 20/11/2009 | 2     | 2:40  | Sydney                  |       |
| Vitória | 2–0    | Blake Doering     | Decisão (unânime)                    | War on the North Shore 10                        | 25/07/2009 | 3     | 5:00  | Sydney                  |       |
| Vitória | 1–0    | Tahu Pauro        | Finalização (mata-leão)              | Elite Fight Night 8                              | 29/05/2009 | 1     | 3:30  | Sydney                  |       |